# جی. دی. سلینجر
جروم دیوید سَلینجر (به آلمانی: Jerome David Salinger) (زادهٔ ۱ ژانویهٔ ۱۹۱۹ – درگذشتهٔ ۲۷ ژانویهٔ ۲۰۱۰) نویسندهٔ معاصر آمریکایی بود. رمان‌های پرطرفدار وی، مانند ناطور دشت در نقد جامعهٔ مدرن غرب و خصوصاً آمریکا نوشته شده‌اند. سلینجر بیشتر با حروف ابتداییِ نام خود «جی. دی. سلینجر» معروف است.

## زندگی
اطلاعات اندکی دربارهٔ زندگی سلینجر منتشر شده‌است، و او، با توجه به شخصیت گوشه‌گیر خود، همواره تلاش می‌کرد دیگران را به حریم زندگی‌اش راه ندهد.
او در سال ۱۹۱۹ در منهتن نیویورک از پدری یهودی و مادری مسیحی (که پس از ازدواج با پدرش به یهودیت گروید) به دنیا آمد. در هجده ـ نوزده سالگی، چند ماهی را در اروپا گذرانده و در سال ۱۹۳۸، هم‌زمان با بازگشتش به آمریکا، در یکی از دانشگاه‌های نیویورک به تحصیل پرداخته، اما آن را نیمه‌تمام رها کرد.
نخستین داستان سلینجر به نام جوانان در سال ۱۹۴۰ در مجلهٔ استوری به چاپ رسید. چند سال بعد (طی سال‌های ۱۹۴۵ و ۱۹۴۶)، داستان ناطور دشت به شکل دنباله‌دار در آمریکا منتشر شد و سپس در سال ۱۹۵۱ روانهٔ بازار کتابِ این کشور و بریتانیا گردید.
ناطور دشت، نخستین کتاب سلینجر، در مدت کمی شهرت و محبوبیت فراوانی برای او به همراه آورد و بنگاه انتشاراتی راندوم هاوس (Random House) در سال ۱۹۹۹ آن را به‌عنوان شصت‌وچهارمین رمان برتر سده بیستم معرفی کرد. این کتاب در مناطقی از آمریکا به‌عنوان کتاب «نامناسب» و «غیراخلاقی» شمرده شده و در فهرست کتاب‌های ممنوعهٔ دههٔ ۱۹۹۰ ــ منتشرشده از سوی «انجمن کتابخانه‌های آمریکا» ــ قرار گرفت.
فرنی و زویی، نُه داستان (در ایران با عنوان دلتنگی‌های نقاش خیابان چهل و هشتم (یکی از داستان‌های آن) ترجمه و منتشر شده) تیرهای سقف را بالا بگذارید، نجاران و سیمور: پیشگفتار، جنگل واژگون، نغمهٔ غمگین، هفته‌ای یه بار آدمو نمی‌کشه و یادداشت‌های شخصی یک سربازاز جمله آثار کم‌شمارِ سلینجر هستند. همچنین بعد از مرگ او، مجموعه داستانی به نام «داستان‌های پس از مرگ» در ایران ترجمه و چاپ شد.
سلینجر دارای شخصیت‌پردازی نیرومند در داستان‌های خود است. او به‌طور ویژه‌ای خانوادهٔ گلَس را، که معروف‌ترین شخصیت‌های داستان‌های او هستند، به عرصه کشاند و در داستان‌های متفاوت از افراد این خانواده پرده‌برداری کرد. خانواده‌ای که دارای هفت بچه هستند، نابغه‌هایی که در یک برنامهٔ رادیویی به‌طور پیاپی حضور دارند و در دوره‌های مختلف جزء شرکت‌کنندگان برنامهٔ «بچه باهوش» هستند؛ ولی در این خانواده بزرگترین برادر، مرشد دیگران است و او شخصیتی است با نام سیمور. سیمور ابتدا با اشارهٔ کوچکی در یکی از داستان‌های کوتاه با نام یک روز خوش برای موز ماهی حضور می‌یابد و همان‌جا پس از گفتگو با دختری کوچک به اتاق خود می‌رود و خودکشی می‌کند.
در فرنی و زویی نیز اشاره‌هایی به او می‌شود، ولی در کتاب تیرهای سقف را بالا بگذارید، نجاران و سیمور: پیشگفتار، سلینجر از زبان بادی، پسر دوم خانواده، شروع به گسترش و بیان سیمور می‌کند. این که شباهت‌های زیادی بین سیمور و خود سلینجر و بادی وجود دارد کمابیش در قهرمان‌های دیگرِ سلینجر با خود او مشخص است. به‌عنوان نمونه، شخصیت هولدن در ناطورِ دشت نیز از این قاعده مستثنی نیست.
جنبهٔ مهم زندگی سلینجر، مبهم‌بودن او برای منتقدان و هواداران اوست. به بیان بهتر، نوعی دور از دسترس بودن است. به همین دلیل، اطلاعات زیادی در مورد زندگی روزمره و عادی او موجود نیست.
سلینجر در ۲۷ ژانویهٔ ۲۰۱۰ و به مرگ طبیعی در محل زندگی خود در شهر کوچک کورنیش در نیوهمپشایر درگذشت.

## آثار

### رمان‌ها و داستان‌های بلند
- ناطور دشت، ترجمهٔ محمد نجفی، انتشارات نیلا؛ ترجمهٔ احمد کریمی ، انتشارات علمی فرهنگی، ناطور دشت ترجمهٔ شبنم اقبال زاده انتشارات اوای مکتوب، ترجمه رضا زارع انتشارات آسمان علم
- فرنی و زویی، ترجمهٔ میلاد زکریا، نشر مرکز؛ ترجمهٔ امید نیک‌فرجام، انتشارات نیلا
- تیرهای سقف را بالا بگذارید، نجاران و سیمور: پیشگفتار، ترجمهٔ امید نیک‌فرجام، انتشارات ققنوس؛ همچنین با عنوان بالابلندتر از هر بلندبالایی، ترجمهٔ شیرین تعاونی، انتشارات نیلوفر
- جنگل واژگون، ترجمهٔ بابک تبرایی و سحر ساعی، انتشارات نیلا
- ۱۶ هپ‌ورث، ۱۹۲۶، ترجمهٔ رحیم قاسمیان، انتشارات نیلا

### مجموعه داستان‌ها
- دلتنگی‌های نقاش خیابان چهل و هشتم، ترجمهٔ احمد گلشیری، انتشارات ققنوس
- هفته‌ای یه بار آدمو نمی‌کشه، ترجمهٔ امید نیک‌فرجام و لیلا نصیری‌ها، انتشارات نیلا
- نغمهٔ غمگین، ترجمهٔ امیر امجد و بابک تبرایی، انتشارات نیلا
- یادداشت‌های شخصی یک سرباز، ترجمهٔ علی شیعه‌علی، انتشارات سبزان
- دختری که می‌شناختم، ترجمهٔ علی شیعه‌علی، انتشارات سبزان
- ۱۶ هپ‌ورث، ۱۹۲۴، ترجمهٔ علی شیعه‌علی، انتشارات سبزان
- من دیوانه‌ام انتشار ۱۹۴۵

### داستان‌های چاپ‌نشده
در روزهای پایانیِ ماه نوامبر ۲۰۱۳، سه داستان از جی. دی. سلینجر به فضای اینترنت نشت کرد: اقیانوس پر از توپ‌های بولینگ، پائولا و تولد پیش از این در دو کتابخانهٔ دانشگاهی آمریکایی، صرفاً برای مطالعه، در دسترس بود.

### برداشت‌ها
- داریوش مهرجویی، کارگردان و فیلم‌نامه‌نویس ایرانی، فیلم پری را با برداشتی آزاد از رمان فرنی و زویی ساخته که به دلیل عدم کسب اجازه از نویسنده موجب شکایت او شد.[۵][۶] همچنین، مهرجویی در فیلم هامون، از زبان از شخصیت اصلیِ فیلم، اشاره‌ای به آن دارد.
- کتاب ناطور دشت به‌وفور در سریال شبح درون پوسته: مجموعه خوداتکا از فرنچایز شبح درون پوسته مورد بحث قرار گرفته‌است.